# Йоро (ненґо)
Йоро (яп. 養老 — йоро, «[водоспад] Йоро») — ненґо, девіз правління імператора Японії з 717 по 724.

## Хронологія
- 2 рік (718) — утворення провінцій Ното (суч. префектура Ісікава) і Ава (суч. префектура Тіба);
- 4 рік (720) — складання «Аналів Японії» (Ніхон Сьокі);
- 7 рік (723) — впровадження закону «Сандзей іссін», за яким цілинні землі визнавалися приватною власністю тих, хто їх обробляє впродовж трьох поколінь.

## Порівняльна таблиця
| Роки Йоро               | 1    | 2    | 3    | 4    | 5    | 6    | 7    | 8    |
| Григоріанський календар | 717  | 718  | 719  | 720  | 721  | 722  | 723  | 724  |
| Китайський календар     | 丁巳 | 戊午 | 己未 | 庚申 | 辛酉 | 壬戌 | 癸亥 | 甲子 |